# 姜成日
姜成日（강성일，1994年7月27日—），北韓男子高山滑雪運動員，他在2018年平昌冬季奧運會出戰曲道和大曲道賽。在曲道賽中，他因滑出賽道而未能完成比賽。而在大曲道賽中則在109人中以第74名完成比賽。

## 資料來源
1. 1 2  . IOC. 20 January 2018  [3 February 2018]. （原始内容存档于2018-01-20）.